# Stasina spinosa
Stasina spinosa là một loài nhện trong họ Sparassidae.
Loài này thuộc chi Stasina. Stasina spinosa được Eugène Simon miêu tả năm 1897.